# River Brent
Der Brent ist ein Nebenfluss der Themse im Südosten Englands, der dem London Borough of Brent den Namen gab. Er hat eine Länge von 29 km und erstreckt sich innerhalb Groß-Londons teilweise unterirdisch. Der Name des Flusses geht auf eine keltische Gottheit zurück. Der Brent und das ihn umgebende Tal sind das Ergebnis von Gletscherverschiebungen während der Saale-Eiszeit.
Ursprünglich befand sich der Fluss rund 120 Meter über dem Meeresspiegel. Die Quelle des Brent befindet sich im Moat Mount Open Space im London Borough of Barnet. Er entsteht dort als Dollis Brook und fließt zunächst in östlicher bis östlich von New Barnet und von dort in südlicher Richtung. Zu der Zeit, wo der Fluss das Brent Cross Einkaufszentrum erreicht, wechselt er seinen Namen zum River Brent. Unter diesem Namen fließt er kurz danach in den Stausee des Brent Reservoir und nach dessen Verlassen weiter nach Brentford.
Vor seiner Begradigung im 20. Jahrhundert war der Brent ein größerer Fluss, als er heutzutage ist. Als jedoch beschlossen wurde, Häuser und Straßen in unmittelbarer Nähe des Flusses zu errichten, wurden Maßnahmen zur Begradigung, welche um 1937 begannen, ergriffen. Zudem hat seitdem die Verschmutzung des Flusses spürbar zugenommen.